# Eusimonia orthoplax
Eusimonia orthoplax är en spindeldjursart som beskrevs av Kraepelin 1899. Eusimonia orthoplax ingår i släktet Eusimonia och familjen Karschiidae. Inga underarter finns listade i Catalogue of Life.